# Grand Belfast
Le Grand Belfast (en anglais Greater Belfast) est un terme désignant la région de Belfast, capitale de l'Irlande du Nord, et ses environs : North Down, Lisburn, Castlereagh, et des parties de l'Antrim du sud (dont Newtownabbey et Whiteabbey). Le Grand Belfast est la principale aire urbaine de l'Irlande du Nord, et la seconde de toute l'île d'Irlande, après le Grand Dublin.

## Population
Les données viennent du World Gazeteer
- 2001 : 579 276
- 2005 : 647 120
- 2007 : 678 704